# Dipeptidylpeptidasen
Dipeptidylpeptidasen sind Enzyme aus der Gruppe der Exopeptidasen, die von längerkettigen Peptiden die zwei endständigen Aminosäuren hydrolytisch als Dipeptid abspalten. Dipeptidylpeptidasen bilden damit eine Untergruppe der Peptidasen. Vertreter der Dipeptidylpeptidasen sind z. B. die Dipeptidylpeptidase 4 (synonym DPP4, CD26) oder das Angiotensin-konvertierende Enzym (synonym ACE, CD143).
Die katalysierte Reaktion der DPP4:
{\displaystyle \mathrm {Protein{\text{-}}NH{\text{-}}CO{\text{-}}Xaa{\text{-}}NH{\text{-}}CO{\text{-}}Yaa{\text{-}}NH_{2}+H_{2}O\;\;\longrightarrow \;\;Protein{\text{-}}NH_{2}+HOOC{\text{-}}Xaa{\text{-}}NH{\text{-}}CO{\text{-}}Yaa{\text{-}}NH_{2}} }